# Buda (Texas)
Buda város az Amerikai Egyesült Államok Texas államában.

## Fekvése
Buda Austintól 20 km-re délkeletre és San Antoniótól 100 km-re északnyugatra az a 35-ös Interstate főútvonal mellett terül el.

## Története
A környék első telepese 1846-ban Phillip J. Allen volt. Budát 1881. április 1-jén alapították. Ekkor Cornelia Trimble a Nagy Északi Vasút állomása mellett lakóházak építésének céljára földterületet adományozott.
1887-ben nyitották meg a város első postahivatalát és fokozatosan a környék kereskedelmi központjává vált. A Nagy gazdasági világválság idején a település lélekszáma 300 főre esett vissza. 1948-ban kapott Buda hivatalosan is városi jogokat. Az 1980-as években indult meg újra a város fejlődése, amikor egyre többen költöztek ide a közeli fővárosból Austinból.